# 井川さくら駅
井川さくら駅（いかわさくらえき）は、秋田県南秋田郡井川町大字浜井川字新堰（しんぜき）にある、東日本旅客鉄道（JR東日本）奥羽本線の駅である。

## 歴史
- 1995年（平成7年）12月1日：奥羽本線羽後飯塚 - 八郎潟間に新設開業[2]。
- 2010年（平成22年）4月1日：八郎潟駅から土崎駅に管理駅が変更となる。
- 2016年（平成28年）9月9日：午前8時ごろ、下り普通列車（4両編成）がホームの先から約430メートル超えてオーバーラン[3]。乗客約80人にけがはなし[3]。
- 2024年（令和6年）10月1日：えきねっとQチケのサービスを開始[1][4]。

## 駅構造
相対式ホーム2面2線を有する地上駅である。両ホームは自由通路を兼ねる地下通路で連絡している。
土崎駅管理の簡易委託駅（井川町委託・改札業務実施）。駅舎は交流センターとの合築となっており、切符売場のほか、待合室やトイレなどがある。2番線側には西口があるため、乗車駅証明書発行機が設置されている。
駅舎の周囲2箇所に無料駐車場があり（東口側：道路を挟んで南側、西口側：駅前）、パークアンドライドなどに利用されている。

### のりば
| 番線 | 路線      | 方向 | 行先     |
| ---- | --------- | ---- | -------- |
| 1    | ■奥羽本線 | 上り | 秋田方面 |
| 2    | ■奥羽本線 | 下り | 青森方面 |

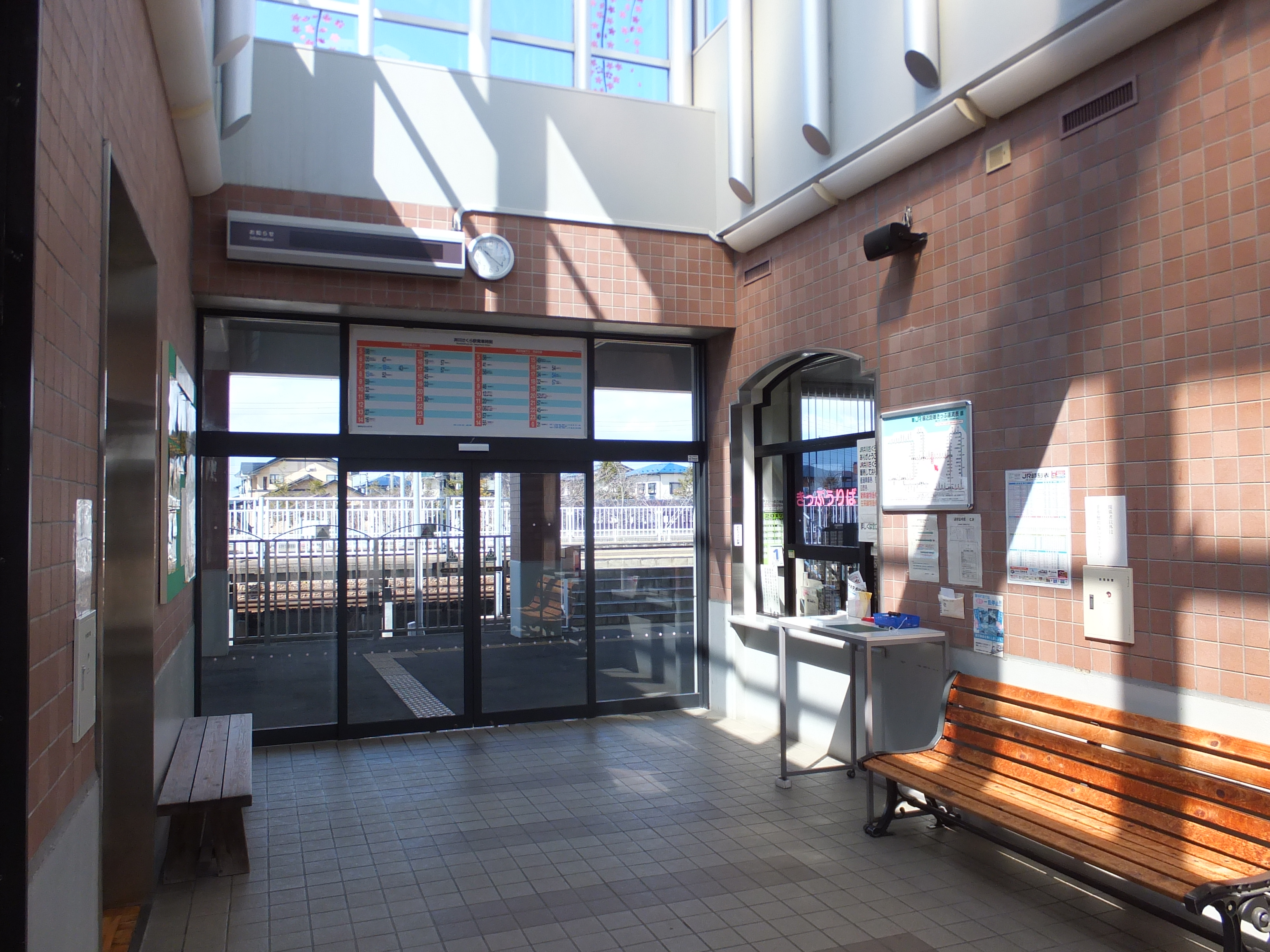
改札口と出札窓口（2017年4月）
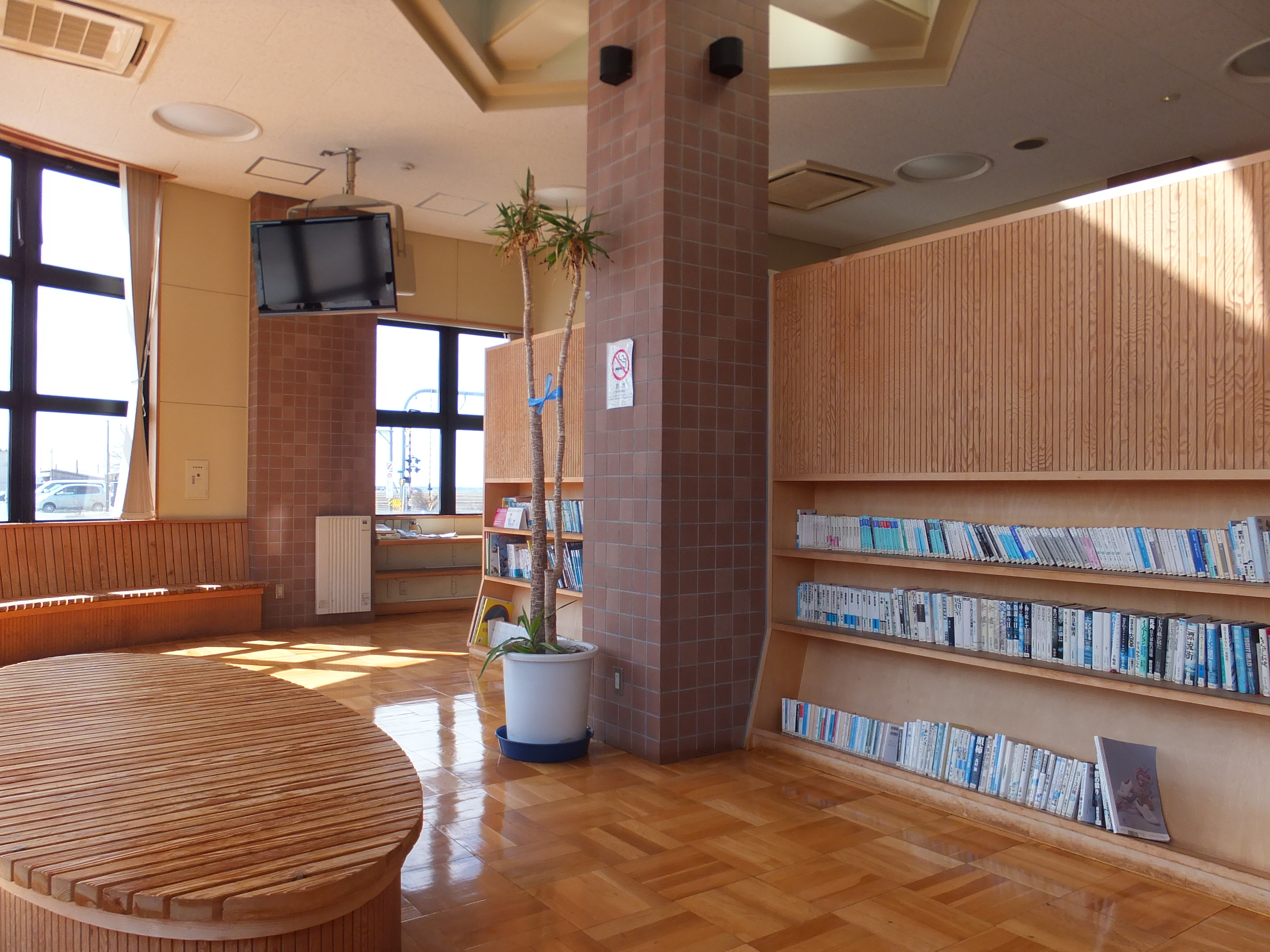
待合室（2017年4月）
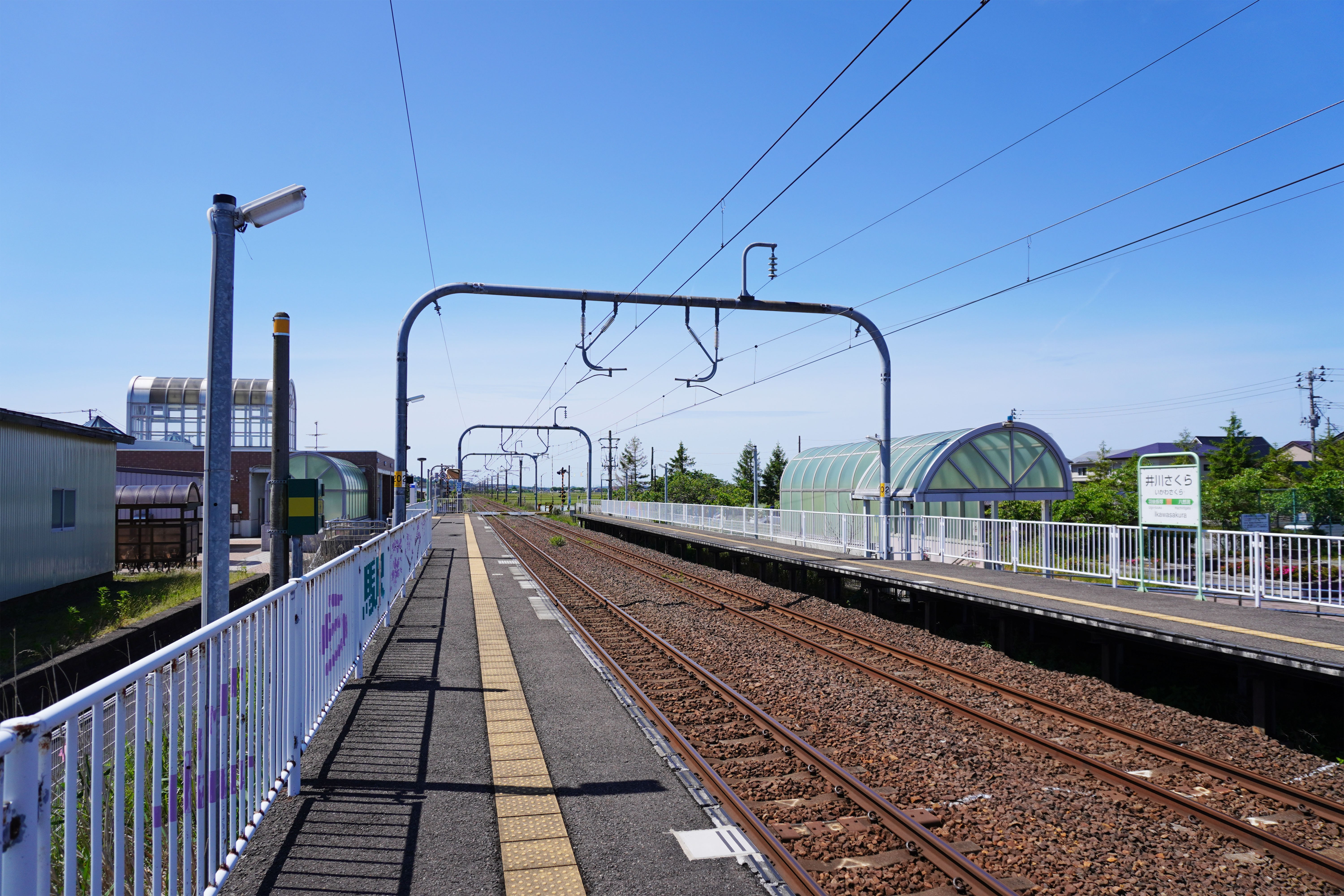
ホーム（2024年5月）

## 利用状況
JR東日本によると、2023年度（令和5年度）の1日平均乗車人員は237人である。
2000年度（平成12年度）以降の推移は以下のとおりである。
| 1日平均乗車人員推移 | 1日平均乗車人員推移 | 1日平均乗車人員推移 | 1日平均乗車人員推移 | 1日平均乗車人員推移 |
| 年度                | 定期外              | 定期                | 合計                | 出典                |
| ------------------- | ------------------- | ------------------- | ------------------- | ------------------- |
| 2000年（平成12年）  |                     |                     | 351                 | [ 利用客数 2 ]      |
| 2001年（平成13年）  |                     |                     | 385                 | [ 利用客数 3 ]      |
| 2002年（平成14年）  |                     |                     | 375                 | [ 利用客数 4 ]      |
| 2003年（平成15年）  |                     |                     | 358                 | [ 利用客数 5 ]      |
| 2004年（平成16年）  |                     |                     | 345                 | [ 利用客数 6 ]      |
| 2005年（平成17年）  |                     |                     | 344                 | [ 利用客数 7 ]      |
| 2006年（平成18年）  |                     |                     | 362                 | [ 利用客数 8 ]      |
| 2007年（平成19年）  |                     |                     | 351                 | [ 利用客数 9 ]      |
| 2008年（平成20年）  |                     |                     | 341                 | [ 利用客数 10 ]     |
| 2009年（平成21年）  |                     |                     | 334                 | [ 利用客数 11 ]     |
| 2010年（平成22年）  |                     |                     | 335                 | [ 利用客数 12 ]     |
| 2011年（平成23年）  |                     |                     | 353                 | [ 利用客数 13 ]     |
| 2012年（平成24年）  | 65                  | 274                 | 339                 | [ 利用客数 14 ]     |
| 2013年（平成25年）  | 65                  | 256                 | 322                 | [ 利用客数 15 ]     |
| 2014年（平成26年）  | 66                  | 217                 | 284                 | [ 利用客数 16 ]     |
| 2015年（平成27年）  | 67                  | 220                 | 287                 | [ 利用客数 17 ]     |
| 2016年（平成28年）  | 67                  | 221                 | 288                 | [ 利用客数 18 ]     |
| 2017年（平成29年）  | 64                  | 226                 | 291                 | [ 利用客数 19 ]     |
| 2018年（平成30年）  | 61                  | 216                 | 277                 | [ 利用客数 20 ]     |
| 2019年（令和元年）  | 59                  | 223                 | 283                 | [ 利用客数 21 ]     |
| 2020年（令和02年）  | 31                  | 218                 | 250                 | [ 利用客数 22 ]     |
| 2021年（令和03年）  | 33                  | 204                 | 237                 | [ 利用客数 23 ]     |
| 2022年（令和04年）  | 42                  | 195                 | 237                 | [ 利用客数 24 ]     |
| 2023年（令和05年）  | 47                  | 190                 | 237                 | [ 利用客数 1 ]      |

## 駅周辺
東口駅前は国道7号に面する。西口側は新興住宅地となっている。かつては高速バス（秋田中央交通・秋北バス）の能代 - 秋田線が停車していた（現在は、秋田自動車道経由であるため、当町での停車はない）。
- 日本国花苑
- 井川町民武道館
- 井川町役場
- 下井河郵便局
- 湖東地区消防署
- 井川
- 国道7号
  - 秋田県道303号秋田昭和飯田川線
  - 秋田県道104号男鹿昭和飯田川線
- 国道285号
- 秋田県道228号北の又井川線
- あきた湖東農業協同組合井川支所
- 井川町町内巡回バス「さくら駅」停留所
- ドン・キホーテ潟上店

## 駅名の由来・駅名にまつわるエピソード
「井川さくら」という駅名は近くに桜の名所「日本国花苑」があることに由来するが、人名（日本人のフルネーム）のように感じ取られる駅名として取り上げられる事が多く、gooランキングの「芸名・人名だと勘違いしそうな実在の駅名ランキング」（2008年）や「人名じゃないのかよ！とツッコミたくなる駅名ランキング」（2018年）においていずれも「武豊」「中山香」「伊賀和志」「近江舞子」「吉川美南」（2012年開業）などを抑え1位になっている。駅開業後の1996年（平成8年）には、井川町によって、同名の「井川さくら」氏が招待された。ちなみに、人名由来の駅名として有名なのは宮本武蔵駅。

## 隣の駅
東日本旅客鉄道（JR東日本）
■奥羽本線
□快速・■普通
羽後飯塚駅 - 井川さくら駅 - 八郎潟駅

### 記事本文